# Station Staw Kunowski
Station Staw Kunowski is een spoorwegstation in de Poolse plaats Staw Kunowski.